# Ганавальтит
Ганавальтит (англ. hanawaltite) — мінерал класу гідроксигалогенідів.

## Етимологія та історія
Названо на честь доктора Дж. Дональда Ганавальта (Dr. J. Donald Hanawalt) (1903—1987), піонера в області рентгенодисперсії порошків.

## Загальний опис
Хімічна формула: Hg2+6Hg2+(Cl, OH)2O3. Містить (%): Hg — 92,75; Cl — 3,51; O — 3,70; H — 0,03. Сингонія ромбічна. Зустрічається у вигляді ідіоморфних листуватих або пластинчастих кристалів розміром до 0,3 мм. Твердість 4. Густина: 9,51. Крихкий. Колір від чорного до темно-коричневого. Риса темно-червона. Напівпрозорий. Блиск металічний. Рідкісний продукт перетворення кіноварі у ртутних родовищах. Основна знахідка — ртутне родовище Клір-Крік (Clear Creek) (штат Каліфорнія, США).